# De Facto (2023)
De Facto ist ein experimenteller Dokumentar-Spielfilm von Selma Doborac aus dem Jahr 2023. Der Film wurde auf der Berlinale 2023 in der Sektion Forum uraufgeführt und im selben Jahr auf mehreren internationalen Festivals gezeigt und ausgezeichnet.

## Handlung und Form
Ausgehend von überlieferten Bekenntnissen, Gerichtsurteilen, Zeugen- und Überlebendenaussagen aus zeitgeschichtlichen gewaltsamen Konflikten verhandelt der Film Täterschaft und die Möglichkeiten ihrer Darstellung, ihres Bezeugens und Dokumentierens. 
Ein Mann (Christoph Bach als Akteur 1) sitzt an einem Tisch. Er berichtet in der ersten Person von kollektiven Gewalttaten, an denen er beteiligt war, während er Befehle ausführte. Nach seinem Monolog, der durch eine Schwarzblende beendet wird, folgt im Bild ein zweiter, älterer Mann (Cornelius Obonya als Akteur 2). Er sitzt am anderen Ende des Tischs und spricht in der zweiten Person über seine Erfahrungen als Vorgesetzter von (Mit-)Tätern kollektiver Verbrechen. Im Unterschied zum jüngeren Mann „berichtet er nicht über Fakten von Massenverbrechen; er versucht über deren Logik zu sinnieren, deren Anthropo-Logik“. Beide sprechen schnell und drastisch mit neutralen Stimmen, ihre Gesichter bleiben weitgehend ausdruckslos. Abwechselnd, ohne jemals gleichzeitig im Bild zu sein, rationalisieren und rechtfertigen sie in jeweils drei, in Plansequenzen aufgenommenen Monologen, die teilweise über 30 Minuten dauern, ihr „eigenes Verhältnis zur Tat“, erklären oder kritisieren die Gewalt und rechtfertigen ihr Verhalten mit einer perfiden, instrumentellen Empathie für die Opfer. Dabei wenden sie sich direkt an den Zuschauer. Die Akteure reflektieren u. a. über die „Unausweichlichkeit“ ihres Tuns, sprechen von „unbrauchbaren“ Körpern, vom „Ethos“ und einem „Kampf um Disziplin und Reinheit“.
Die vielfältigen Referenzen der Monologe werden nicht genannt, und auch ihr Anlass bleibt offen. Es geht nicht um bestimmte (Mit-)Täter oder spezifische historische Verbrechen, sondern um die „universellen Dynamiken“ massiver Gewalt, „die unheimliche Möglichkeit ihrer Wiederkehr und Aktualität“ sowie die Herausforderungen ihrer Darstellung und Archivierung.
Schauplatz ist ein zunächst undefinierbarer, geometrischer Raum im Grünen mit großen Fenstern ohne Scheiben. Auf der bronzefarbenen Spiegelglasoberfläche des dreibeinigen, fünfeckigen Tischs (Design Heimo Zobernig) spiegeln sich die Vegetation, der Himmel, die jeweils sprechende Figur und die Architektur des Raums.  Die Stühle (Design Franz West) verlängern die Linie des Tischs. Während die beiden Männer sprechen, verändern sich in Echtzeit die Licht- und Wetterverhältnisse um sie herum, auch Umgebungsgeräusche sind hörbar. Ein Gewitter zieht auf, die Sonne geht unter, mal läutet eine Kirchenglocke oder Vögel singen. „Sieben Schnitte setzt die Regisseurin in 130 Minuten, mehr nicht. Das Zitierte bleibt ohne Quellenangabe, das Fehlen der Kontexte des geschilderten Schreckens führt aus der Historie direkt ins Jetzt.“

## Hintergrund
Selma Doborac versteht ihren Film als „formalen Verhandlungsraum“ über die Darstellbarkeit von Täterschaft: „Ich wollte etwas über Täterschaft erzählen, aber in einer Weise, die den echten einzelnen Täter niemals in seiner Einzigartigkeit (die selbstverständlich keine ist) re-präsentiert […]. Egal nun um welche Art der Verhandlung von Täterschaft oder Taten es sich handelt, muss ich überlegen, wem ich Raum überlasse, etwas wiederzugeben, und so möglicherweise die Ernsthaftigkeit und Echtheit und Wahrheit dieses Gegenstandes zu schwächen (da sie ja dann gespielt ist – vor der Kamera, für das Aufnahmegerät, für das ‘Publikum’, aber dann wirklich gespielt), somit zu verharmlosen und zu verwischen.“
Die Monologe der „Täter-Personae“ basieren auf einem Filmskript, „das Tathergänge, die sich im Laufe der jüngeren Zeitgeschichte tatsächlich ereignet haben, zur Grundlage hat“. Damit die Fakten „fasslich und fassbar werden können“, hat Doborac „zwei dramatische (undramatische) Figuren gebaut, die diese Fakten, die die Grundlage für die Auseinandersetzung mit Täterschaft sind, präsentieren“. Die Recherche dauerte drei Jahre. Die „Taten, Zeugenaussagen, Soldatenberichte, Täterbekenntnisse, Gerichtsurteile, philosophischen Argumente, psychologischen Kategorien“, auf denen das Skript basiert, sind dokumentarisch, werden aber nicht benannt und frei verknüpft. Quellen werden nicht angegeben, weil das bedeuten würde, „die Option freizugeben sich per Quellinformation als vermeintlich informiert zu wissen“, was dazu führen könnte, „alles soeben im Film gehörte als bereits Bekanntes abzulegen, und deshalb nicht daran weiterzuarbeiten“.
Für den Schauplatz wurde ein Raum gesucht, der das Hier und Jetzt der Aufnahmesituation unterstreicht, „der die natürliche Bewegung der echten Zeit durch Licht und Geräusch wiedergeben kann, um auf visueller Ebene eine Öffnung herzustellen“. Doborac „wollte eine möglichst universell geltende Zeit erzählen“, das Filmset sollte deutlich machen: „Das war, das wird verhandelt, aber es betrifft das Jetzt und jetzt ist hier und geht so vonstatten.“
Die Szenen wurden täglich je nach Akteur und Akt chronologisch aufgenommen. Pro Akteur dauerte die Aufnahme drei Tage. Es ging darum, „eine Art der permanenten Unvorhersehbarkeit herzustellen (kein dramatisch betontes Spiel, keine physische Aufgabe, keine Impression, kein Kommentar, keine Selbstbetrachtung der Spielauslegung)“, und so eine Drehsituation zu schaffen, deren Realität sich in den Film einschreibt.
Der Film entstand mit Unterstützung des Bundesministerium für Kunst, Kultur, öffentlichen Dienst und Sport sowie der Bundesländer Niederösterreich und Oberösterreich.

## Rezeption
Der Film sei ein „must-see“, findet Savina Petkova in Cineuropa: „To say this film is hard to watch is an understatement; and to be honest, it’s not any easier to review. But if there’s a title that deserves to be called a ‘must-see’, that would be De Facto. If Joshua Oppenheimer and Errol Morris legitimised re-enactment as a valid technique in the documentary canon, Selma Doborac goes even further. Not only does she negate re-enactments; she invents new ways to stage and de-stage the relationship between world and film in a manner that’s radical and ethical to the highest degree.“
Cyril Neyrat beschreibt „De Facto“ im Katalogtext des Marseille Festival of Documentary Film (FID Marseille) als einen neuen filmischen Ansatz, „um Massenterror und dessen  dehumanisierende Prozesse verständlich zu machen“: „De Facto: facts and their meaning, which defy reason. The approach devised by Selma Doborac offers film an unprecedented capacity to understand mass terror and its dehumanising processes. It works using decontextualisation (we never know which camp or massacre it’s about) and depersonalisation (we never know who’s talking, with the actor’s task reduced to the act of speech, purely reciting the text, its violence and the meditation of it). Simultaneously delving into the deepest depths of the human soul and performance philosophy of the act – the act of telling, the act of killing, the actor’s performance blending with the perpetration of the crime to a dizzying extent – De Facto strips cinema bare to demonstrate, soberly and without effect, its most radical critical power.“
Im Filmmaker Magazine vergleicht Darren Hughes den Film mit einer „Brecht’schen Verfremdungsmaschine“ mit transzendenter Wirkung: „A Brechtian alienation machine, pulling out all the stops to distance viewers from the content of the monologues, which is a text collage of first-person testimonies, confessions and statements by anonymous, real-world perpetrators of obscene violence, including men who worked in Nazi concentration camps. It’s a provocative conceit, to say the least. […] Being in proximity to Doborac’s ‘perpetrators’ is fascinating; I’d like to get even closer, I think. I won’t spoil the seventh and final shot of De Facto other than to say it uses formal means to shake viewers out of the spell (or slumber, let’s be honest) cast by the long static monologues. Whether it serves as a benediction or an ecstatic howl, I’m not quite sure. Both, perhaps.“
Im Cinema Austriaco schreibt Marina Pavido: „In De Facto braucht es keine komplexen Szenenbilder, kein Archivmaterial, nicht viele Schauspieler oder die Nachstellung bestimmter historischer Ereignisse am Set. Im Gegenteil, die Regisseurin konzentriert sich auf das Wesentliche und entscheidet sich für eine gut durchdachte und stark minimalistische Inszenierung, die dennoch ihre Absichten perfekt erfüllt.“
In der Begründung der Jury des Caligari Filmpreises heißt es, vom ersten ausgesprochenen Satz an entwickle sich ein Sog in die menschliche Grausamkeit. Der Film präsentiere nicht einfach zwei Täter, sondern biete „eine szenische Reflexion über Täterschaft und die sozialpsychologischen Dimensionen von Massengewalt. […] Selma Doborac ist ein außergewöhnlicher und hochintensiver Film gelungen, der wie kaum ein anderer zuvor zerstörerische (Gruppen-)Dynamiken und das Inhumane im Menschen auch philosophisch zu denken gibt. DE FACTO interveniert in unsere Tendenz, die unangenehme aber notwendige Auseinandersetzung mit Massengewalt zu verdrängen. Er ermöglicht eine neue Form künstlerischer Zeugenschaft, die auch unseren Glauben an Gerechtigkeit herausfordert.“
Noemi Ehrat nennt „De Facto“ in ihrer Rezension für die Radical Art Review von der Diagonale „a cinematic masterpiece highlighting not only the importance of being alert to, and wary of, populist and fascist rhetoric, but also the power of cinema.“
Im Katalogtext des Bucharest International Experimental Film Festival (BIEFF) stellt Flavia Dima „De Facto“ in eine Reihe mit Filmen von Alain Resnais, Chris Marker und Claude Lanzmann: „The question regarding the representation of historical atrocity, which was popularised by auteurs such as Resnais, Marker and Lanzmann, is one that cinema has been grappling with for the better part of the last century. And the myriad answers keep on flowing, just like History itself, posing the question again and again, with every unjust death, every mass murder, every war, and every genocide that cinema will have to grapple with representing – but how? De Facto offers one possible answer, by finding within a rigorous and very precise form a means to represent the perpetrators of the systematic crimes committed in modern times, probing their Weltanschauung without replicating its violence onto the spectator. The aesthetic and the political are far from being poles of a binomial formula, on the contrary – they are one and the same energy, committed to a challenging tour de force.“
Im Filmdienst attestiert Silvia Bahl „De Facto“ eine „Sogwirkung“, die sich „vom ersten Augenblick an durch die Genauigkeit und Komplexität des geschriebenen Textes“ entwickle und „sich immer mehr auf eine Denkbewegung hin“ öffne. Dass der Film keine Quellen nennt, hält sie „im Sinne der Form des Films“ für „konsequent“, denn „weder für die Schauspieler noch für die Zuschauer“ gehe es „um eine Beherrschbarkeit der Rede, welche die ‘mittlere’ Position zwischen Text und Subjekt zugunsten einer distanzierenden Gegenüberstellung auflösen würde“. Sie sieht darin „in Bezug auf die Durcharbeitung von Gewalt auch eine ethische Komponente, in der eine Öffnung gegenüber dem oft Abgewehrten, Furchteinflößenden entstehen“ könne. So gelinge Selma Doborac „gemeinsam mit ihren Akteuren eine ebenso außergewöhnliche wie eindringliche Weiterentwicklung der Möglichkeiten künstlerischer Zeugenschaft und der Arbeit mit dokumentarischem Material“.
Elena Rubashevska erkennt einen psychoanalytisch-politischen Ansatz im Film. In ihrer Rezension für FIPRESCI schreibt sie: „De Facto, using strikingly scarce means, becomes a perfect example of how cinema can cross the boundaries of art and transcend to the realms of psychology and social sciences. Its radical artistic choices are forcing us to start a public dialogue about often silenced topics. In this regard, the article by Carl Gustav Jung called ‘The Fight with the Shadow’ comes to mind. Here is a short quotation: ‘He [Hitler] represented the shadow, the underside of everyone’s personality, on a staggering scale, which was another reason why people followed him. What could they do? In Hitler, every German had to see his own shadow, the greatest danger to himself. To realize your shadow and learn to manage it is the fate of all people. The world will never achieve order until this truth is recognized by all.’ Instead of being self-righteous, we must be cautious and vigilant. The shadow creeps in gingerly, takes roots, and establishes itself when we least expect it, making it easy to blame the Other, not noticing that what we are afraid of reflects our souls and desires. Art can stand on guard; Selma Doborac and De Facto have already put up an impressive fight.“

## Auszeichnungen
- 2023: Caligari Filmpreis[14] in der Sektion Forum der Berlinale
- 2023: Local Artist Award (Competition Local Artists) beim Crossing Europe Film Festival Linz
- 2023: Special Award for Promoting Gender Equality (International Competition) beim Sarajevo Film Festival
- 2023: Bester Langfilm Sección Oficial International Competición Retueyos (International Competition) beim Gijón International Film Festival
- 2024: Outstanding Artist Award – Essayistischer Dokumentarfilm